# Splendrillia daviesi
Splendrillia daviesi é uma espécie de gastrópode do gênero Splendrillia, pertencente a família Drilliidae.